# Kiikla
Kiikla är en ort i Estland. Den ligger i Mäetaguse kommun och landskapet Ida-Virumaa, i den östra delen av landet, 140 km öster om huvudstaden Tallinn. Kiikla ligger 66 meter över havet och antalet invånare är 223.
Terrängen runt Kiikla är platt, och sluttar västerut. Runt Kiikla är det mycket glesbefolkat, med 5 invånare per kvadratkilometer. Närmaste större samhälle är Kohtla-Järve, 12,7 km norr om Kiikla. Omgivningarna runt Kiikla är en mosaik av jordbruksmark och naturlig växtlighet.